# WrestleMania XXIV
Wrestle Mania XXIV là giải thi đấu đô vật chuyên nghiệp thường niên được tổ chức bởi World Wrestling Entertainment. Theo dự kiến được tổ chức vào ngày 30 tháng 3 năm 2008, tại Florida Citrus Bowl, Orlando, Florida. Đây là lần thứ hai, WrestleMania được tổ chức ngoài trời, trước đó là WrestleMania IX. Đây sẽ là sự kiện ngoài trời lớn nhất của WWE. Vince McMahon, chủ tịch WWE, tuyên bố rằng: "Show diễn sẽ diễn ra bình thường, bất chấp vấn đề thời tiết". Ban tổ chức thể thao Florida cho biết đã chi cho WrestleMania XXIV kinh phí 25 triệu mĩ kim để chuẩn bị, chào đón hơn 60 000 lượt khách trên toàn thế giới đến xem.
WrestleMania XXIV sẽ là sự kiện pay-per-view đồng tổ chức giữa ba nhãn hiệu, RAW, SmackDown và ECW. Khẩu hiệu WrestleMania XXIV là "Giải WrestleMania lớn nhất dưới ánh mặt trời" (The Biggest WrestleMania Under the Sun). Bài hát chủ đề là "Snow ((Hey Oh))" bởi Red Hot Chili Peppers và "Light It Up" bởi Rev Theory. Vé đã được bán hết vào ngày 3 tháng 11 năm 2007.[7] Trên 41.000 vé đã được bán hết trong vòng 30 phút, đã làm nên một WrestleMania XXIV với kỉ lục bán vé chạy nhất tại Citrus Bowl.

## Kết quả tranh giành quyền vào trận đấu Money in the Bank
Các trận đấu được khởi tranh từ ngày 18 tháng 2 năm 2008 tại show RAW.
- Jeff Hardy đánh bại Snitsky vào ngày 18 tháng 2 năm 2008, RAW.[9]
- Mr. Kennedy đánh bại Val Venis vào ngày 18 tháng 2 năm 2008, RAW.[9]
- Shelton Benjamin đánh bại Jimmy Wang Yang vào ngày 22 tháng 2 năm 2008, SmackDown.
- Chris Jericho đánh bại Jeff Hardy vào ngày 25 tháng 2 năm 2008, RAW.
- Carlito đánh bại Cody Rhodes vào ngày 3 tháng 3, RAW.
- Montel Vontavious Porter đánh bại Jamie Noble vào ngày 8 tháng 3 năm 2008, SmackDown/ECW.
- CM Punk đánh bại Big Daddy V vào ngày 11 tháng 3 năm 2008, ECW.

## Các trận đánh chính
- Dark match: Kane thắng trận 24-đô vật Interpromotional Battle Royal
  - Kane thắng sau khi hạ đô vật kế cuối Mark Henry để giành quyền tham dự trận tranh chức ECW Championship đánh lại Chavo Guerrero trong WrestleMania XXIV.
  - Thành phần đô vật tham gia: Elijah Burke, Lance Cade, Deuce, Domino, Tommy Dreamer, Jim Duggan, Festus, The Great Khali, Hardcore Holly, Jesse, Brian Kendrick, Kofi Kingston, The Miz, Shannon Moore, Trevor Murdoch, Jamie Noble, Chuck Palumbo, Cody Rhodes, Snitsky, Stevie Richards, Val Venis và Jimmy Wang Yang.
  - Trận đấu được tổ chức trước WrestleMania, trực tiếp trên WWE.com.
- John "Bradshaw" Layfield đánh bại Finlay (với Hornswoggle) trong trận Belfast Brawl[1]
  - JBL hạ Finlay sau đòn Clothesline from Hell.
- CM Punk đánh bại Shelton Benjamin, Chris Jericho, Carlito, Montel Vontavious Porter, Mr. Kennedy và John Morrison trong trận Money in the Bank ladder match[2]
  - Punk thắng sau khi leo thang để lấy chiếc cặp được treo trên chính giữa võ đài.
  - Matt Hardy đánh cản MVP trên thang trong khi cố lấy chiếc cặp.
- Batista đánh bại Umaga[3]
  - Batista hạ Umaga sau đòn Batista Bomb.
- Kane đánh bại Chavo Guerrero để giành được chức ECW Championship[4]
  - Kane hạ Guerrero sau đòn Chokeslam.
- Shawn Michaels đánh bại Ric Flair[5]
  - Michaels hạ Flair bằng đòn Sweet Chin Music.[5]
  - Flair buộc phải thôi việc do quy định của trận đấu (được giao ước từ trước).[5]
- Beth Phoenix và Melina đánh bại Maria và Ashley trong trận Playboy BunnyMania Lumberjack match[6]
  - Phoenix hạ Maria bằng đòn Fisherman suplex.
  - Snoop Dogg tham dự với tư cách Master of Ceremonies (người dẫn chương trình) của trận đấu, sau trận đấu anh đã clothesline Santino Marella
  - Lumberjills: Cherry, Eve Torres, Michelle McCool, Victoria, Mickie James, Jillian Hall, Katie Lea Burchill, Kelly Kelly, Layla và Maryse.
- Randy Orton đánh bại Triple H và John Cena trong trận Triple Threat match để giữ lại WWE Championship[7]
  - Orton hạ Cena sau đòn Pedigree từ Triple H.[7]
- Floyd Mayweather, Jr. đánh bạiThe Big Show trong trận No Disqualification match by knockout[8][9]
  - Mayweather hạ Big Show sau khi đánh Big Show brass knuckles.[10]
- The Undertaker đánh bại Edge để giành được chức World Heavyweight Championship
  - Undertaker hạ Edge với đòn Gogoplata.

## Mở rộng
- The Official Website of WrestleMania XXIV